# Ussel (Cantal)
Ussel település Franciaországban, Cantal megyében. Lakosainak száma 458 fő (2022. január 1.). Ussel La Chapelle-d’Alagnon, Coltines, Laveissenet, Roffiac, Valuéjols és Celles községekkel határos.

## Népesség
A település népessége az elmúlt években az alábbi módon változott:
| Lakosok száma | 344  | 321  | 400  | 463  | 479  | 478  | 479  | 473  | 468  | 458  |
|               | 1968 | 1982 | 1990 | 2006 | 2013 | 2015 | 2017 | 2019 | 2020 | 2022 |